# Blechnum penna-marina
Blechnum penna-marina, es una especie de helecho perteneciente a la familia Blechnaceae. El Pinque es originario de la Región de la Araucanía hacia el sur y desde la costa hasta la línea arbolada de los bosques Magallánicos en Chile y áreas adyacentes de Argentina. También se encuentra en Australia y algunas islas del Pacífico. 

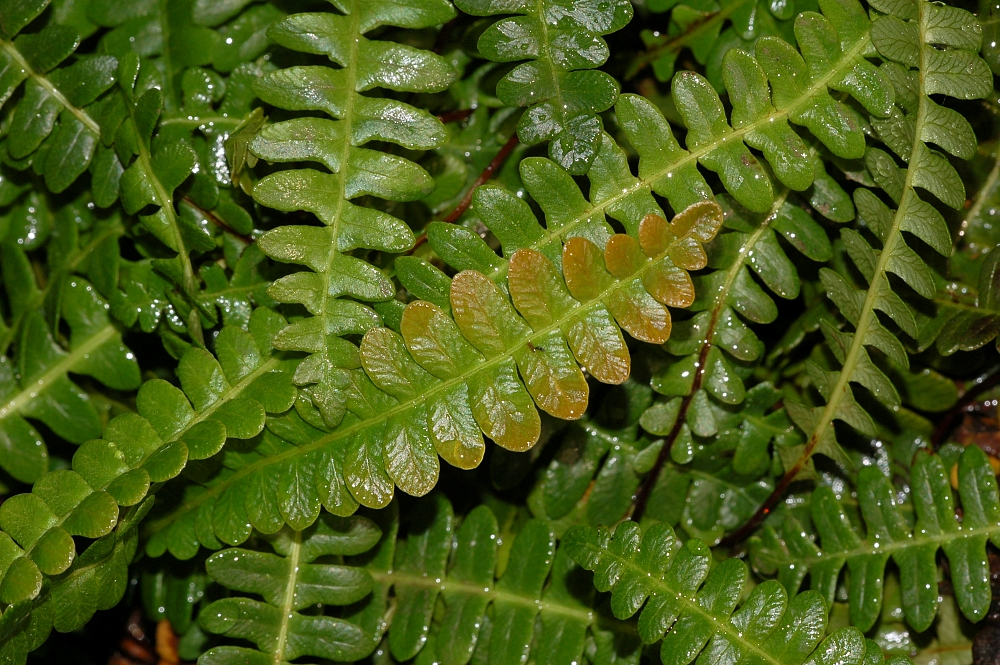
Detalle de las frondas

## Descripción
Es de hoja perenne y crece hasta los 20 cm de altura. Las frondas suelen ser simples, a veces pinnadas o pinnatisectas; la lámina flexible y parecida al papel en el material fresco y  seco, los márgenes de la lámina por lo general no revoluto, los márgenes regularmente dentados o a veces crenados.

## Cultivo
Esta especie de cultivo es resistente y ha ganado Premio al Mérito Garden de la Royal Horticultural Society.

## Taxonomía
Blechnum penna-marina fue descrita por (Poir) Kuhn  y publicado en Filices Africanae 92. 1868.
Sinonimia
- Blechnum alpinum Mett.
- Blechnum penna-marina var. bolivianum Rosenst. ex Looser
- Blechnum penna-marina f. polypodioides C. Chr.
- Blechnum penna-marina var. uliginosa Kuhn
- Lomaria alpina Spreng.
- Lomaria antarctica Carmich.
- Lomaria penna-marina (Poir.) Mett.
- Polypodium penna-marina Poir. basónimo[4]